# Rubén Cano
Rubén Andrés Cano Martínez (San Rafael (Mendoza), 5 de fevereiro de 1951) é um ex-futebolista hispano-argentino, que atuava como atacante.

## Carreira
Rubén Cano fez parte do elenco da Seleção Espanhola de Futebol da Copa do Mundo de 1978.